# 679 Pax
679 Pax

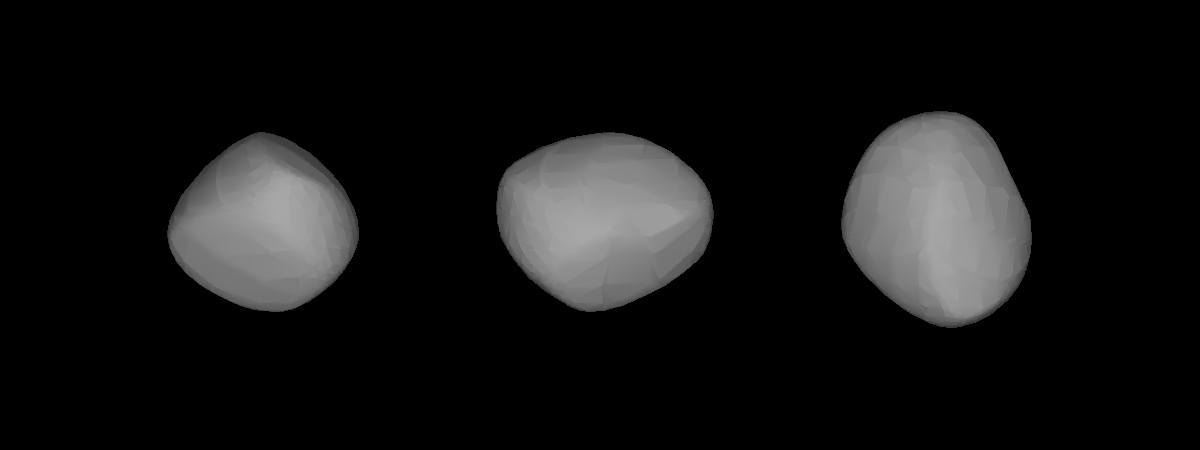
Mô hình 3D của 679 Pax

679 Pax là một tiểu hành tinh ở vành đai chính. Nó được August Kopff phát hiện ngày 28.01.1909 ở Heidelberg, và được đặt theo tên nữ thần Pax (Hòa bình) trong thần thoại La Mã